# Macieira de Rates
Macieira de Rates is een plaats (freguesia) in de Portugese gemeente Barcelos en telt 1 967 inwoners (2001).